# OpenArena
OpenArena is een open source-3D-computerspel, behorende tot het first-person shooter-genre. De eerste publieke testuitgave van OpenArena was op 19 augustus 2005.

## Ontwikkeling
OpenArena is ontwikkeld met behulp van voornamelijk vrije- en opensourcesoftware. Zo is zijn game-engine bijvoorbeeld id Software's GPL id Tech 3. OpenArena is geheel gratis. De spelengine, spelcode en data zijn allemaal vrij van auteursrechten.
Het spel is nog in een vroeg ontwikkelingsstadium. Een uitbreiding in de vorm van een "missionpack" staat gepland.

## Screenshots

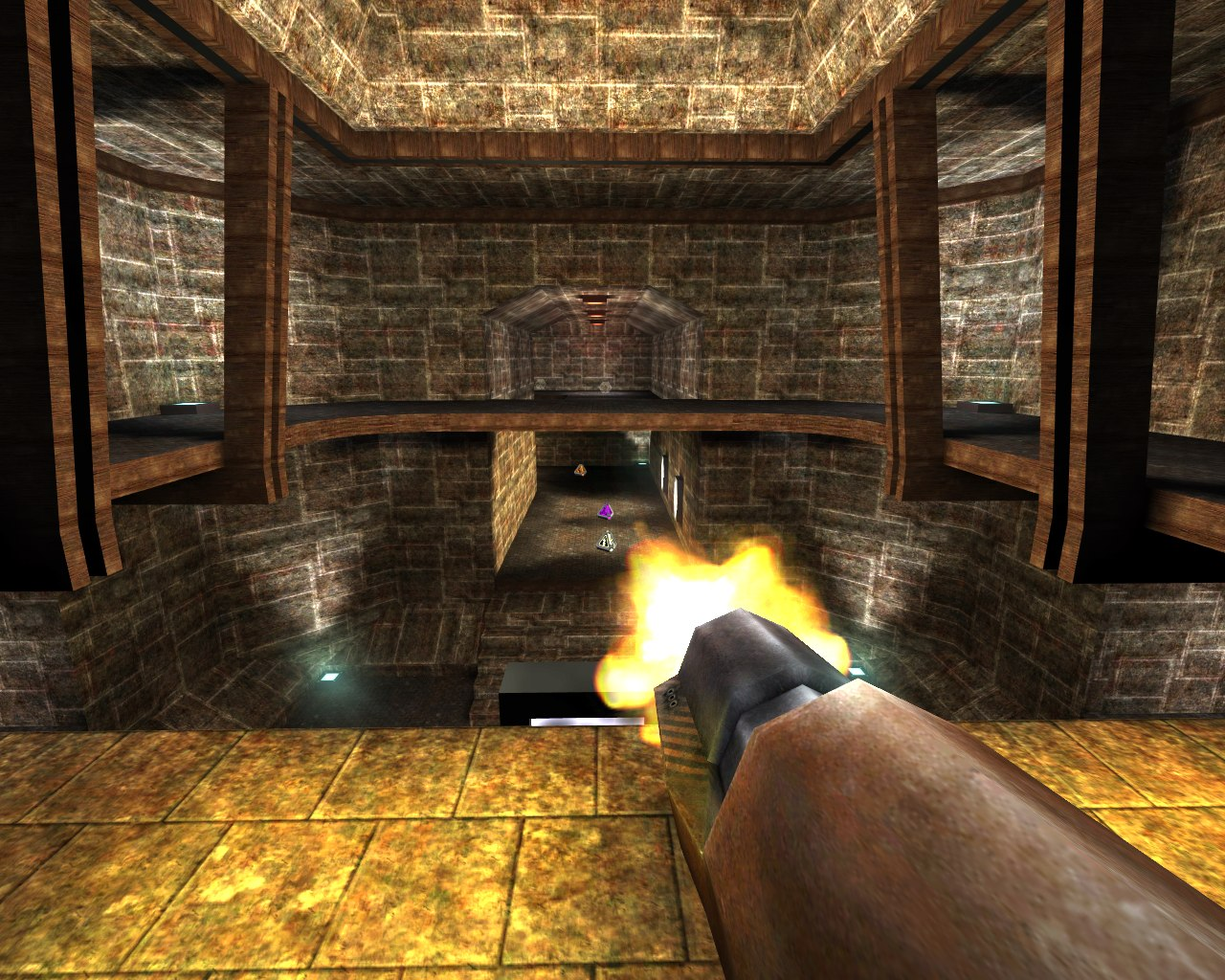
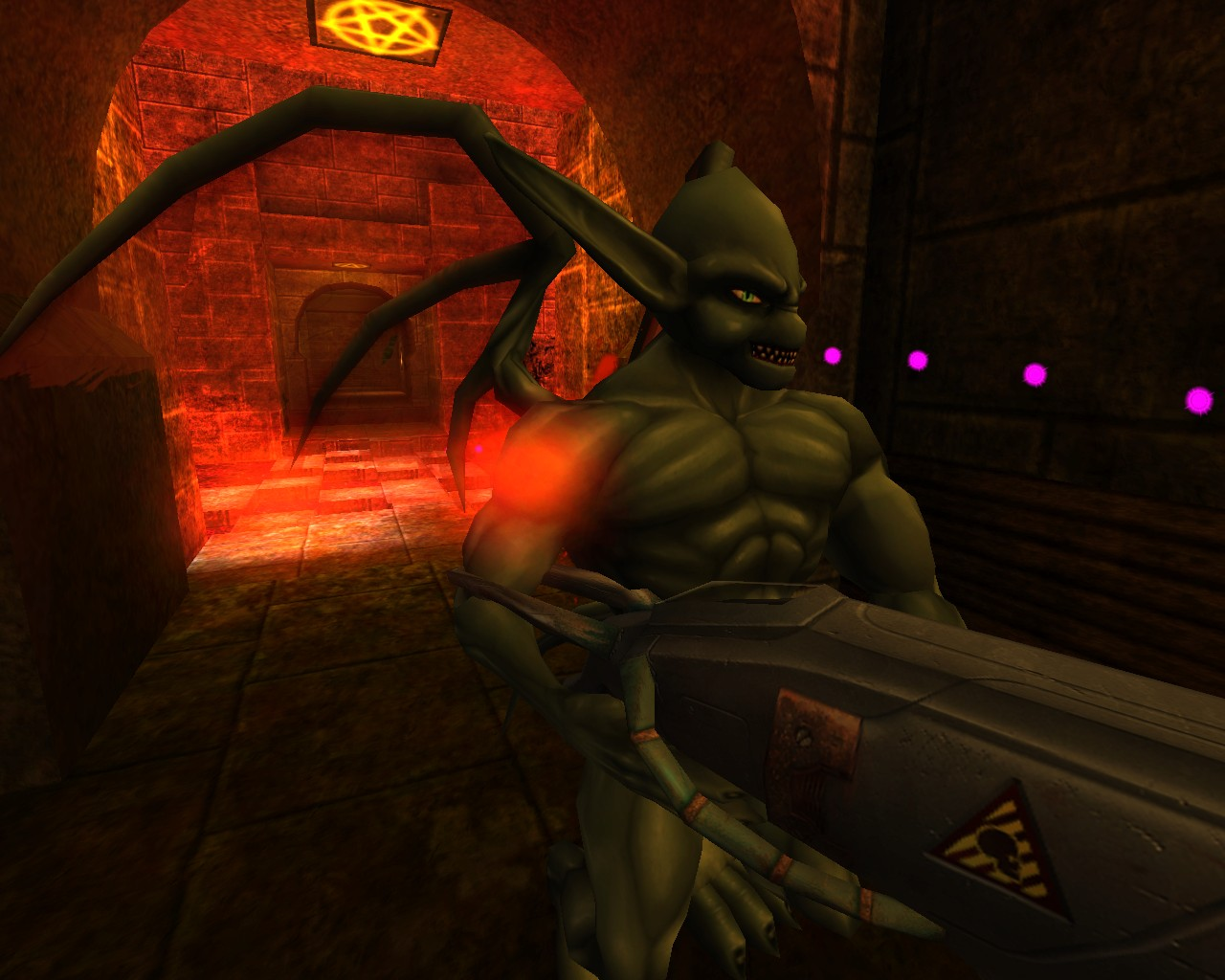
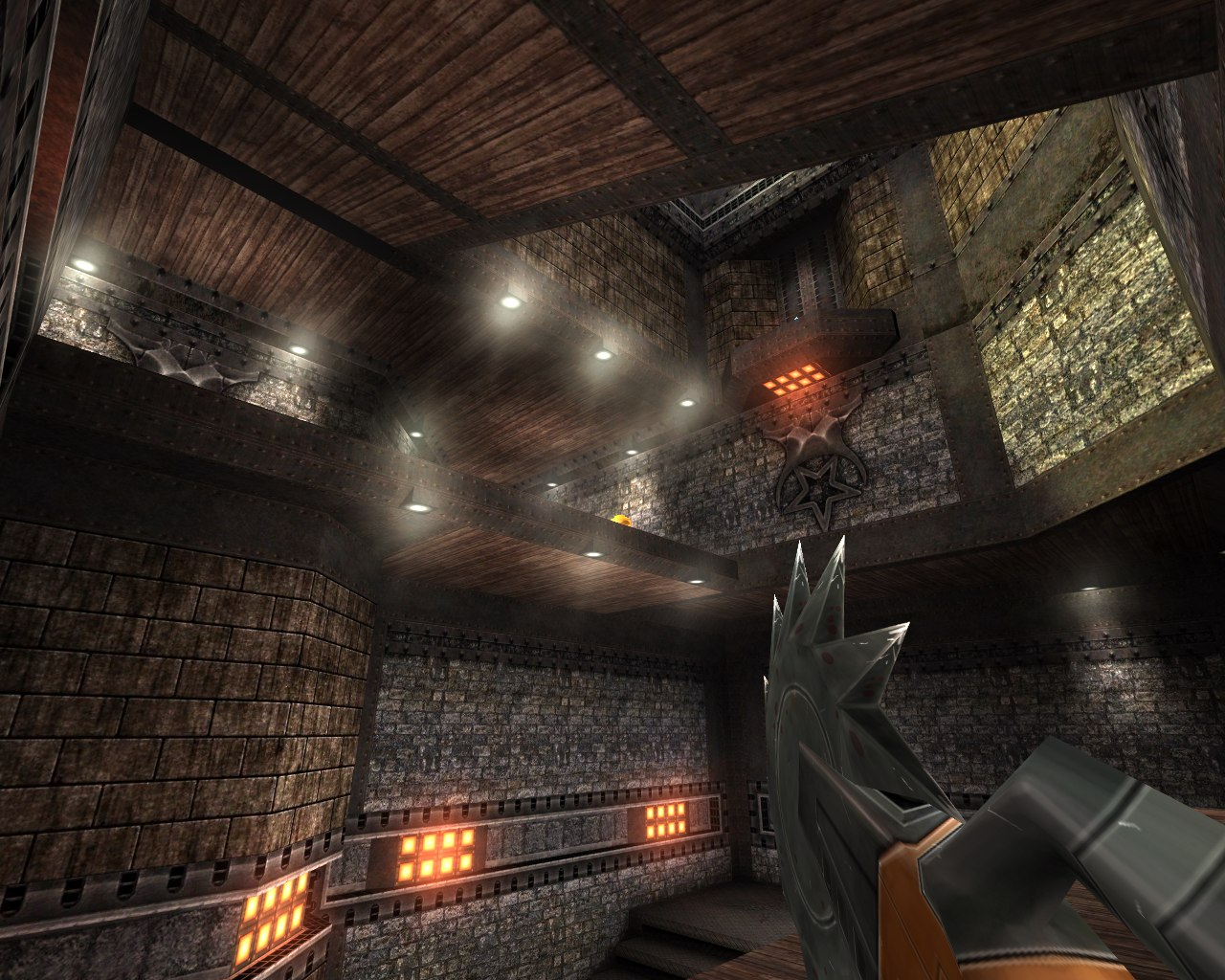
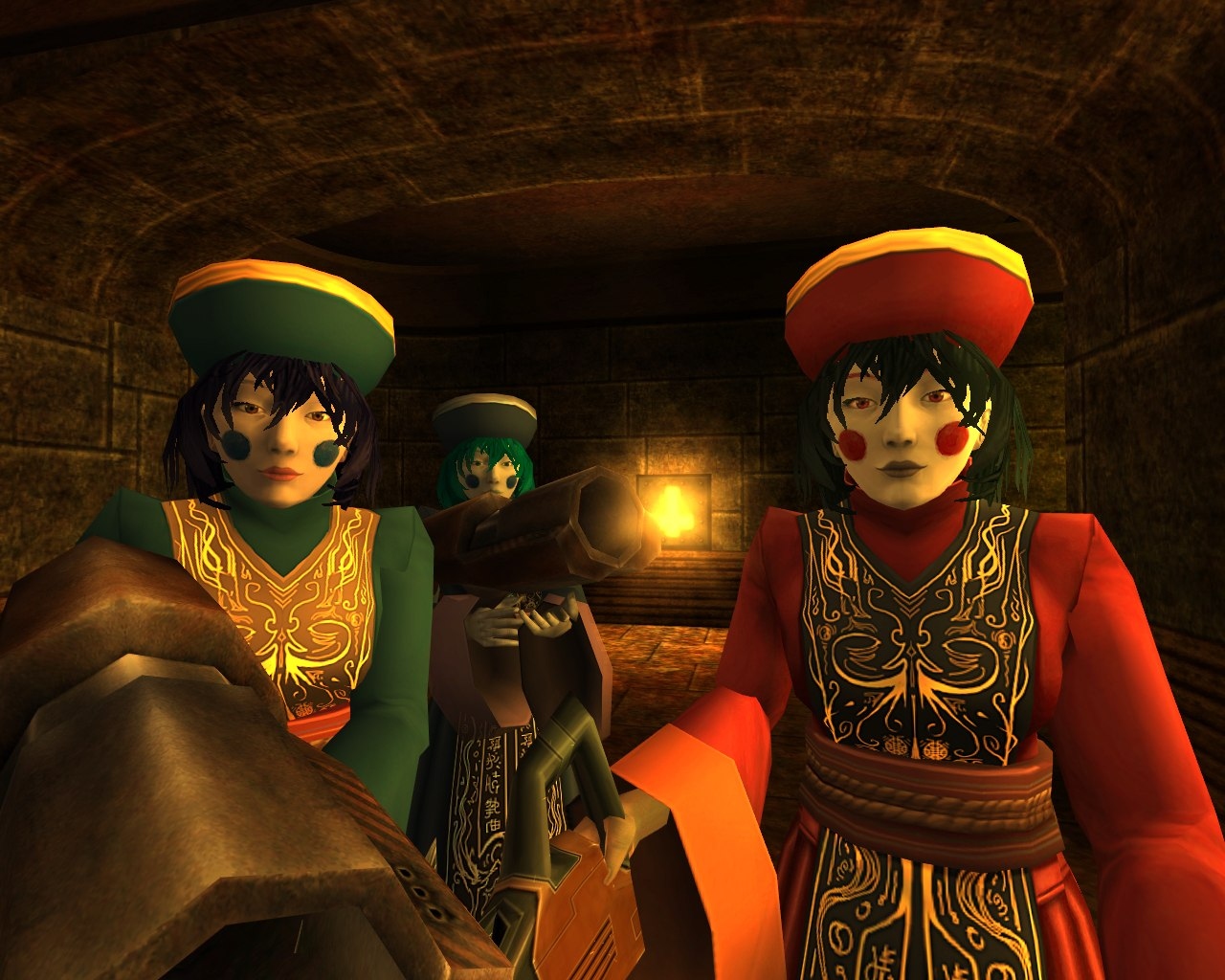
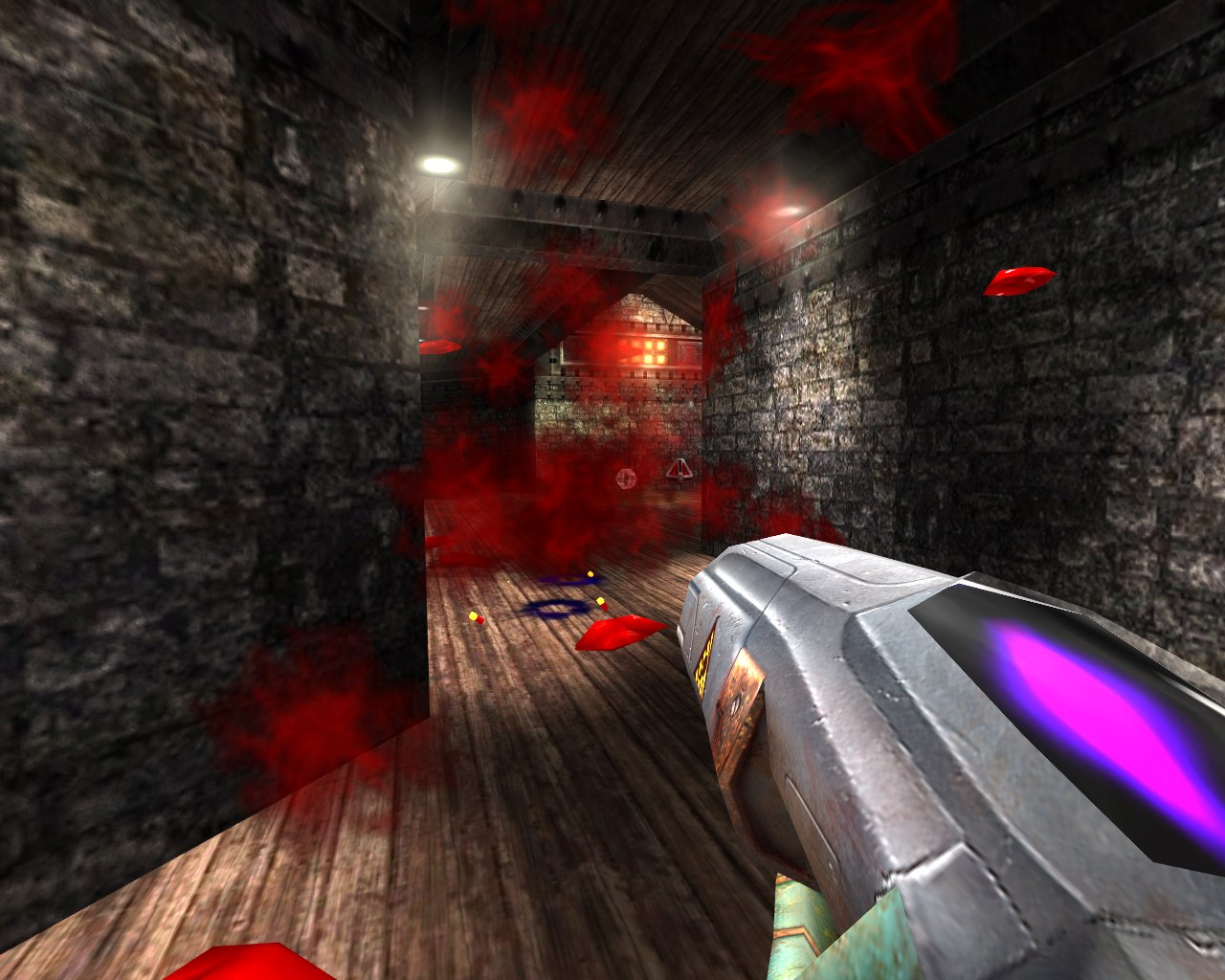
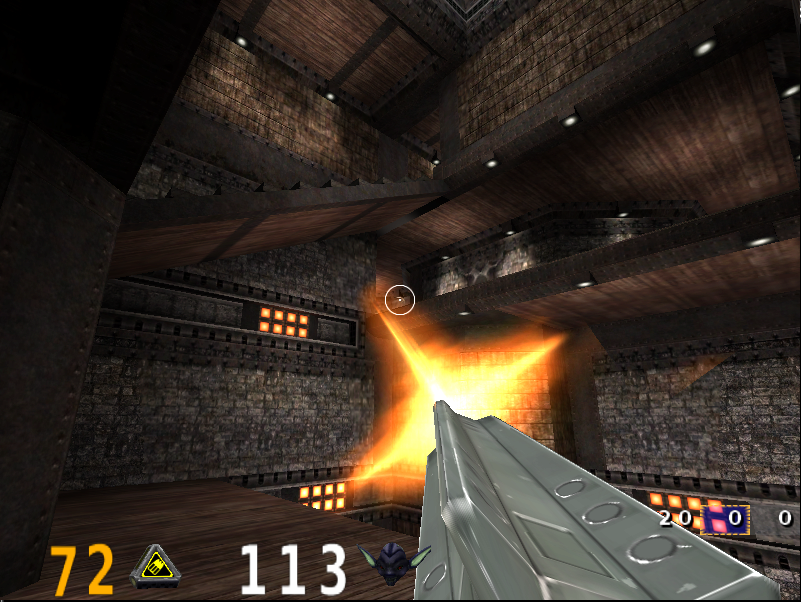

## Overzicht
OpenArena's gameplay is gelijk aan die van Quake III Arena – punten scoren om het spel te winnen door gebruik te maken van een gebalanceerde set wapens, elk ontworpen voor andere situaties. Speelopties zijn onder andere deathmatch, Team Deathmatch, Tournament en Capture The Flag. Sinds versie 0.6.0 is het mogelijk om met bots te spelen.